# Rezerwat przyrody Zdroje
Rezerwat przyrody „Zdroje” – rezerwat florystyczny o powierzchni 2,12 ha, w województwie zachodniopomorskim, w Szczecinie, na terenie Parku Leśnego Zdroje, 0,6 km na południowy zachód od Jeziora Szmaragdowego, w miejscu dawnego Parku Toepfera (właściciela pobliskiej kopalni kredy) przy ulicy Radosnej. Leży w północno-zachodniej części Szczecińskiego Parku Krajobrazowego „Puszcza Bukowa” oraz w granicach obszaru siedliskowego sieci Natura 2000 „Wzgórza Bukowe” PLH320020. Został utworzony na mocy zarządzenia Ministra Leśnictwa i Przemysłu Drzewnego z dnia 5 listopada 1959.
Celem ochrony jest „zachowanie stanowiska odnawiającego się cisa pospolitego Taxus baccata w granicach jego zasięgu geograficznego”.
Na mocy planu ochrony ustanowionego w 2016 roku, obszar rezerwatu objęty jest ochroną czynną.
Obok rezerwatu prowadzi znakowany żółty turystyczny Szlak do Szwedzkiego Kamienia (długość 8,0 km; Szczecin Podjuchy (ul. Granitowa i Gwiaździsta) → rez. przyr. „Bukowe Zdroje” → Szwedzki Kamień).